# Luc Terlinden
Pour les autres membres de la famille, voir Famille Terlinden.
Luc Terlinden, né à Etterbeek le 17 octobre 1968 à Etterbeek, est un évêque catholique belge. Le 22 juin 2023, il est nommé archevêque de Malines-Bruxelles. 

## Biographie

### Famille
Luc Terlinden est le descendant d'une famille originaire de Rheinberg, en Allemagne, fixée à Anvers vers 1580, puis à Alost, jusqu'à la Révolution française, ensuite brièvement à Gand, puis à Bruxelles. Il est le septième enfant du colonel baron Maximilien Terlinden (1927-2016) et de Geneviève van der Rest (1935-2002).

### Jeunesse et formation
Il accomplit ses humanités à l’Institut Saint-Stanislas à Bruxelles (1980-1986). Après une candidature d’ingénieur commercial et de gestion à l'UCLouvain (Louvain-la-Neuve), il obtient une licence en sciences économiques à la KU Leuven en 1991. Il effectue ensuite son service militaire à Siegen, en Allemagne, comme officier de réserve au 1er régiment de guides. Il s'engage ensuite dans l'enseignement, mais après quelques mois, il entre au séminaire diocésain, est ordonné diacre le 16 octobre 1998, et le 18 septembre 1999, le cardinal Godfried Danneels lui confère la prêtrise. Il suit ensuite les cours de théologie morale à l'université Alfonsiana à Rome. Il consacre sa thèse de doctorat à l'intériorisation des sources morales d'après les écrits de Charles Taylor et du saint John Henry Newman.
En 2003, il est nommé vicaire pour la paroisse Saint-François à Louvain-la-Neuve et en 2010, curé de l'unité pastorale Sainte-Croix à Ixelles. Il est en plus chargé de fonder Pôles Jeunes pour les jeunes à Bruxelles entre 18 et 30 ans. En 2017, il devint président du séminaire pour les diocèses francophones, membre du conseil diocésain pour l'archidiocèse Malines-Bruxelles et chanoine du chapitre de Saint-Rombaut. Il devint aussi professeur au grand séminaire de Namur.
En septembre 2021, Terlinden est nommé vicaire général pour l'archidiocèse de Malines-Bruxelles. Il est membre de la fraternité pour prêtres Charles de Foucauld et conseiller spirituel d'une Équipe Notre-Dame (mouvement de spiritualité pour époux). Il est aumônier de l'unité scoute Saint-André - P.L. de Coninck. Depuis tout jeune il est un fervent scout. Ses hobbies préférés sont le cyclisme et les sports de montagne.

### Évêque
Le 22 juin 2023, Luc Terlinden est nommé archevêque de Malines-Bruxelles, en succession du cardinal Jozef De Kesel.
Sa nomination se situe dans la tradition de nommer en alternance à la tête de la province ecclésiastique de Malines-Bruxelles un archevêque francophone et néerlandophone, tout en s'assurant que les personnalités nommées maîtrisent les deux langues dans un parfait bilinguisme. 
Le 28 juin, Luc Terlinden est nommé évêque du diocèse aux Forces armées belges. En fils et petit-fils d'officiers supérieurs, il se souvient que « L’expérience de son service militaire fut très riche. ».
Le 29 juin, il participe en la basilique de Saint-Pierre à Rome à la remise du pallium aux nouveaux archevêques, dont un exemplaire lui est remis.

### Consécration
Le 3 septembre 2023, Luc Terlinden reçoit
l'ordination épiscopale et est installé comme évêque, au cours d'une messe solennelle tenue en la cathédrale Saint-Rombaut de Malines.
Avant de se rendre à la cathédrale, Terlinden se  à une brève cérémonie dans les jardins de l'archevêché, au cours de laquelle il prête serment de fidélité au pape et signe une profession de foi. En entrant dans la cathédrale, il est précédé de plusieurs centaines de prêtres, par les évêques de Belgique, parmi lesquels ses trois évêques auxiliaires, par le cardinal-archevêque du  Luxembourg Jean-Claude Hollerich, de l'archevêque de Paris, Laurent Ulrich, de l'archevêque de Lille, Laurent Le Boulc'h, du président de la Conférence épiscopale néerlandaise, Hans van den Hende, et du nonce auprès de l'Union européenne, Noël Treanor (en). Les différentes religions ou organismes philosophiques sont également représentés.
L'évêque consacrant est son prédécesseur, le cardinal Jozef De Kesel, assisté de Johan Bonny, évêque d'Anvers et de François Touvet, évêque de Châlons-en-Champagne. Le nonce Franco Coppola lui appose le pallium, symbole de l'unité avec le pape et l'Église. Le sacre se déroule ensuite avec l'imposition des mains, l'onction avec le chrême, suivies de la remise de l'anneau épiscopal, de la mitre et de la crosse de Jean Jadot. Le nouvel archevêque prend ensuite possession du trône archiépiscopal et primatial. A l'issue de la cérémonie, il déambule dans sa cathédrale, afin d'en prendre physiquement possession.
Le roi Philippe et la reine Mathilde assistent à la cérémonie, ainsi que des représentants des autorités civiles dont la ministre de l'Intérieur Annelies Verlinden, judiciaires, militaires et académiques.
Le 12 octobre 2023, il est élu président de la conférence des évêques de Belgique pour un mandat de trois ans, renouvelable.

### Prises de position
Dans son homélie de Noël 2023, Luc Terlinden évoque principalement les enfants victimes d'abus sexuels ou d’une adoption forcée : « une réalité douloureuse qui est revenue au grand jour ces dernières semaines à la suite des témoignages poignants de victimes. Ceux-ci nous invitent non seulement à la compassion mais aussi à un engagement résolu pour le respect de la dignité de toute personne humaine… ».

## Devise épiscopale
Le nouvel archevêque a choisi comme devise épiscopale : Fratelli tutti, du nom de l'encyclique du pape François. Le nouvel archevêque explique: « Dans l’Évangile, Jésus nous enseigne que nous n’avons qu’un seul maître et que nous sommes tous frères (Évangile selon Matthieu 23,8 dans la Traduction œcuménique de la Bible). L’évêque ne remplace pas le maître mais, parmi ses frères et sœurs, il est au service de la communion autour du Christ. Le pape François, dans son encyclique Fratelli tutti, nous rappelle aussi la dimension sociale et universelle de la fraternité. L’Église est appelée à être signe de fraternité et d’amitié, là où règne parfois l’individualisme et l’injustice. Saint François d’Assise et saint Charles de Foucauld, par le don total de leur vie à Dieu, ont manifesté cette fraternité universelle en se faisant proches des plus petits et plus abandonnés ».
Tutti fratelli est aussi l'expression utilisée par Henry Dunant en 1859 lorsqu'avec les villageois de Solferino ils soignèrent les blessés des deux camps.

## Littérature et sources
- Humbert de Marnix de Sainte-Aldegonde, État présent de la noblesse belge : Annuaire de 2013, Bruxelles, 2013.
- William Bourton, « Luc Terlinden, un coup de jeune à la tête de l'église de Belgique », Le Soir,‎ 22 juin 2023 (lire en ligne).
- William Bourton, « Luc Terlinden prend la barre d'une Eglise belge sur la défensive », Le Soir,‎ 31 août 2023 (lire en ligne, consulté le 8 septembre 2023).
- Bosco d'Otreppe, « Ordonné archevêque, Luc Terlinden donne le ton de son épiscopat », La Libre,‎ 4 septembre 2023 (lire en ligne, consulté le 8 septembre 2023).